# San José Cerro Gordo
San José Cerro Gordo är en ort i Mexiko.   Den ligger i kommunen Cortazar och delstaten Guanajuato, i den centrala delen av landet, 220 km nordväst om huvudstaden Mexico City. San José Cerro Gordo ligger 1 759 meter över havet och antalet invånare är 102.
Terrängen runt San José Cerro Gordo är varierad. Runt San José Cerro Gordo är det ganska tätbefolkat, med 214 invånare per kvadratkilometer. Närmaste större samhälle är Cortazar, 6,4 km norr om San José Cerro Gordo. Trakten runt San José Cerro Gordo består till största delen av jordbruksmark.